# Karta över Yus spår

Digitalt bearbetad version av Karta över Yus spår

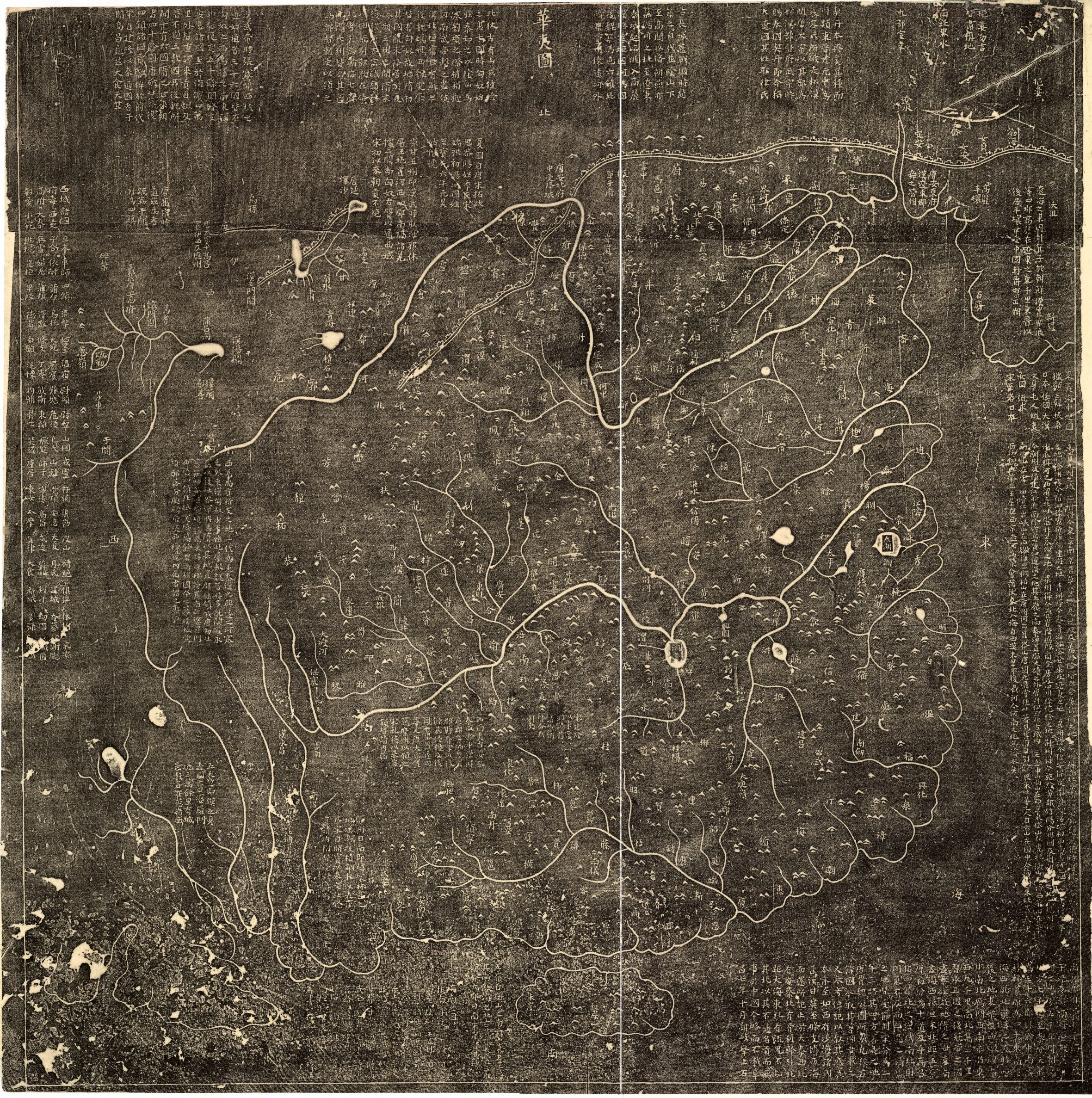
Gnugg-kopia från 1933 av Hua yi tu

Karta över Yus spår eller Yu ji tu (禹迹图; 禹跡圖; Huá yí tú)  och Hua yi tu (华夷图; 華夷圖; Huá yí tú) är av två i sten inristade kartor över Kina. De båda relativt lika kartorna är inristade på var sin sida om en stele. Kartorna ristades i stelen under Songdynastin (960–1279). Karta över Yus spår är en av de mest berömda kinesiska kartorna som finns och den utmärker sig med sin exakthet. Namnet kommer från den legendariska Yu den store som påstås ha grundad Kinas första dynasti, Xiadynastin. Båda kartorna graverades av en okänd konstnär under en sex-månadsperiod år 1136 alternativt 1137. Kartorna identifierar hundratals platser och mer än tio floder och bifloder i Kina, och innehåller utöver kartinformation även nertecknade legender och myter.
Sannolikt var syftet med stelen inte att den skulle visas publikt, utan i stället vara en mall för att göra gnugga-kopior från med hjälp av papper och bläck. Karta över Yus spår står utställd på Beilinmuseet i Xi'an i Shaanxiprovinsen.

## Yu ji tu (Karta över Yus spår)
Yu ji tu (禹迹图), som betyder 'Karta över Yus spår', är kvadratiskt med sidlängder på ungefär 82 gånger 82cm. (Viss variation på storleken finns i olika källor.)
Karta över Yus spår utmärker sig genom sin anmärkningsvärda exakthet över den geografiska avbildningen av Kina med floder och kuster. Den utmärker sig även genom att vara den första kända karta som använder kartografiskt rutnät. Kartan är ritad med norr uppåt. Rutnätet består av 5 000 rutor vars sidor motsvarar 100 kinesiska li (ungefär 50 km) Detta motsvara ungefär skalan 1:4 500 000 eller 1:5 000 000
Till skillnad från Hua yi tu har kartan relativt lite förklarande text utöver en textruta i överkant som beskriver att kartan innehåller "provinser och prefekturer", "namn på berg och floder", från "dåtid och nutid". Karta över Yus spår representerar en modern version av ett äldre klassiskt verk.
Även om kartan utmärker sig för att vara noggrann är platsen där Gula floden rinner upp felaktigt angiven, och baserad på vattenkällor namngivna av Yu.

## Hua yi tu
Hua yi tu (华夷图) betyder 'Karta över kinesiska och icke-kinesiska territorier' alternativt 'Karta över kinesiska och barbariska territorier'. Kartan är kvadratisk med sidlängder på ungefär 79 cm.
Hua yi tu har mer berättande text än Yu ji tu.  Även andra länder utöver Kina såsom Indien och Korea är illustrerade, och i marginalen beskrivs även en stor mängd "barbariska" grupper så som t.ex. khitanerna och deras område är märkt som Liaolandet. Även kinesiska muren är avbildad.